# World Badminton Grand Prix (Finale)
Ein Finalturnier des World Badminton Grand Prix wurde von 1983 bis 2000 ausgetragen, um die jährliche Serie der Grand-Prix-Turniere im Badminton mit einem Höhepunkt abzuschließen. Das Finale der letzten Austragung im Jahr 2000 wurde aufgrund von Terminproblemen in das Jahr 2001 verschoben.

## Austragungsorte
| Jahr  | Nr.   | Ort          | Staat      |
| ----- | ----- | ------------ | ---------- |
| 1983  | I     | Jakarta      | Indonesien |
| 1984  | II    | Kuala Lumpur | Malaysia   |
| 1985  | III   | Tokio        | Japan      |
| 1986  | IV    | Kuala Lumpur | Malaysia   |
| 1987  | V     | Hongkong     | Hongkong   |
| 1988  | VI    | Hongkong     | Hongkong   |
| 1989  | VII   | Singapur     | Singapur   |
| 1990  | VIII  | Bali         | Indonesien |
| 1991  | IX    | Kuala Lumpur | Malaysia   |
| 1992  | X     | Kuala Lumpur | Malaysia   |
| 1993  | XI    | Kuala Lumpur | Malaysia   |
| 1994  | XII   | Bangkok      | Thailand   |
| 1995  | XIII  | Singapur     | Singapur   |
| 1996  | XIV   | Bali         | Indonesien |
| 1997  | XV    | Jakarta      | Indonesien |
| 1998  | XVI   | Brunei       | Brunei     |
| 1999  | XVII  | Brunei       | Brunei     |
| 2000* | XVIII | Brunei       | Brunei     |

* Erst 2001 ausgetragen.

## Die Sieger
| Saison | Herreneinzel   | Dameneinzel  | Herrendoppel                            | Damendoppel                          | Mixed                           |
| ------ | -------------- | ------------ | --------------------------------------- | ------------------------------------ | ------------------------------- |
| 1983   | Luan Jin       | Li Lingwei   | nicht ausgetragen                       | nicht ausgetragen                    | nicht ausgetragen               |
| 1984   | Morten Frost   | Han Aiping   | nicht ausgetragen                       | nicht ausgetragen                    | nicht ausgetragen               |
| 1985   | Han Jian       | Li Lingwei   | nicht ausgetragen                       | nicht ausgetragen                    | nicht ausgetragen               |
| 1986   | Yang Yang      | Li Lingwei   | Jalani Sidek Razif Sidek                | Hwang Hye-young Chung Myung-hee      | Nigel Tier Gillian Gowers       |
| 1987   | Xiong Guobao   | Li Lingwei   | Li Yongbo Tian Bingyi                   | Guan Weizhen Lin Ying                | Stefan Karlsson Maria Bengtsson |
| 1988   | Zhang Qingwu   | Han Aiping   | Jalani Sidek Razif Sidek                | Guan Weizhen Lin Ying                | Wang Pengren Shi Fangjing       |
| 1989   | Xiong Guobao   | Tang Jiuhong | Jalani Sidek Razif Sidek                | Rosiana Tendean Erma Sulistianingsih | Eddy Hartono Verawaty           |
| 1990   | Eddy Kurniawan | Susi Susanti | Eddy Hartono Rudy Gunawan               | Rosiana Tendean Erma Sulistianingsih | Thomas Lund Pernille Dupont     |
| 1991   | Zhao Jianhua   | Susi Susanti | Jalani Sidek Razif Sidek                | Hwang Hye-young Chung Myung-hee      | Thomas Lund Pernille Dupont     |
| 1992   | Rashid Sidek   | Susi Susanti | Ricky Subagja Rexy Mainaky              | Lin Yanfen Yao Fen                   | Thomas Lund Pernille Dupont     |
| 1993   | Joko Suprianto | Susi Susanti | Rudy Gunawan Bambang Suprianto          | Finarsih Lili Tampi                  | Thomas Lund Catrine Bengtsson   |
| 1994   | Ardy Wiranata  | Susi Susanti | Ricky Subagja Rexy Mainaky              | Ge Fei Gu Jun                        | Thomas Lund Marlene Thomsen     |
| 1995   | Joko Suprianto | Ye Zhaoying  | Cheah Soon Kit Yap Kim Hock             | Ge Fei Gu Jun                        | Tri Kusharyanto Minarti Timur   |
| 1996   | Fung Permadi   | Susi Susanti | Ricky Subagja Rexy Mainaky              | Ge Fei Gu Jun                        | Michael Søgaard Rikke Olsen     |
| 1997   | Sun Jun        | Ye Zhaoying  | Candra Wijaya Sigit Budiarto            | Ge Fei Gu Jun                        | Liu Yong Ge Fei                 |
| 1998   | Sun Jun        | Zhang Ning   | Denny Kantono S. Antonius Budi Ariantho | Ge Fei Gu Jun                        | Kim Dong-moon Ra Kyung-min      |
| 1999   | Peter Gade     | Ye Zhaoying  | Candra Wijaya Tony Gunawan              | Ge Fei Gu Jun                        | Kim Dong-moon Ra Kyung-min      |
| 2000   | Xia Xuanze     | Zhou Mi      | Candra Wijaya Tony Gunawan              | Huang Nanyan Yang Wei                | Jens Eriksen Mette Schjoldager  |